# Óscar Brayson
Óscar Brayson, född den 10 februari 1985 i Camagüey, Kuba, är en kubansk judoutövare.
Han tog OS-brons i herrarnas tungvikt i samband med de olympiska judotävlingarna 2008 i Peking.